# روني تشان
روني تشان (بالصينية: 陳啟宗) هو رائد أعمال صيني، ولد في 1949 في هونغ كونغ في الصين.